# 雅克·利普希茨
雅克·利普希茨（Jacques Lipchitz 1891年8月22日—1973年5月26日）是一名立陶宛裔法国立体派雕刻家。

## 生平

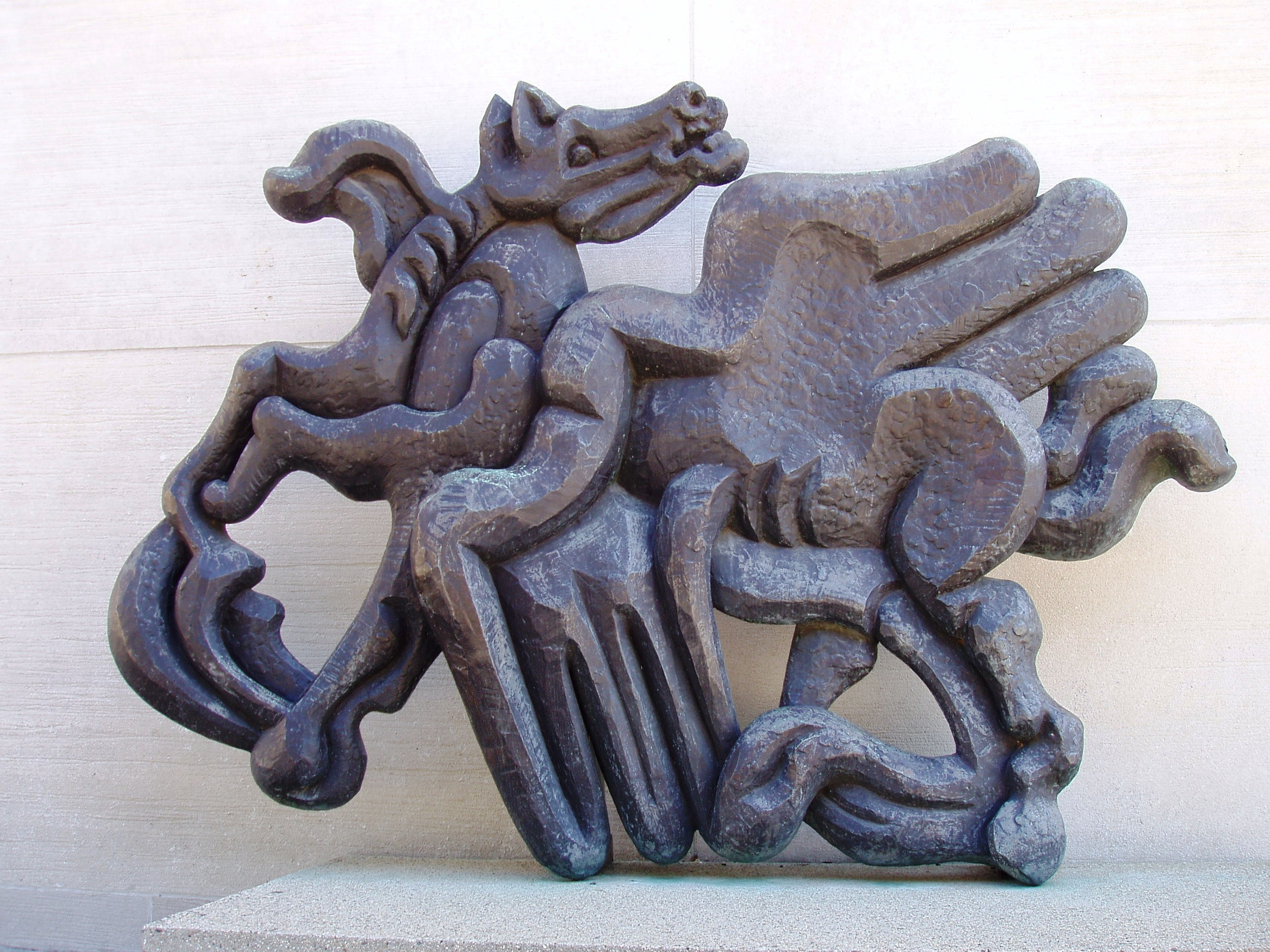
《维纳斯的诞生》，1944-1950，MIT校园内

他出生于立陶宛德鲁斯基宁凯的一个犹太家庭，一生一直也是一个虔诚的犹太教信徒。他曾就读于法國美術學院和朱利安学院，并在巴黎成为立体派画家，1912年在国家美术学院沙龙（Salon de la Société Nationale des Beaux-Arts）和秋季沙龙展出作品。他自然归化为法国公民，二战期间逃往美国，战后返回欧洲，最终在意大利卡普里去世，遗体迁往耶路撒冷安葬。